# Kaggere, Gubbi
Kaggere là một làng thuộc tehsil Gubbi, huyện Tumkur, bang Karnataka, Ấn Độ.